# Leon Thomas
Leon Thomas est un chanteur de jazz américain né le 4 octobre 1937 à East Saint Louis (Illinois) et décédé le 8 mai 1999.

## Biographie
Leon Thomas commence à chanter dans les chorales de l'école. Les parents de Leon Thomas chantent aussi à l'église et écoutent beaucoup de blues a la maison. À 16 ans, il est remarqué par un DJ local, Spider Burke, lors d'une session dans un club en compagnie de Grant Green et Jimmy Forrest. Il anime de son chant "scat" une émission radio hebdomadaire pendant quelque temps en compagnie de nombreux artistes locaux invités. 
Débarqué à New York en 1958, il enregistre un album pour RCA qui n'a jamais été commercialisé. Il apparait à l'Apollo dans la formation d'Art Blakey qu'il suit en tournée pendant quelque temps. En 1961, il remplace Joe Williams dans le big band de Count Basie, et chante pour les cérémonies d'investiture des présidents Kennedy et Johnson. Leon Thomas prend conscience du potentiel de sa voix et de l'étendue des expériences musicales qu'il peut aborder en 1967, lors de sessions de travail avec la "Underground Musicians and Artists Association" à Los Angeles. Cette expérience de quatre mois avec un collectif d'artistes proches de l'esprit de Sun Ra, et à l'avant-garde de la "freedom type music" sera très importante pour l'évolution de son art. 
De retour à New York, il forme une alliance naturelle avec Pharoah Sanders qui débouche sur l'élargissement rapide de leur audience, notamment grâce au morceau Prince of Peace, que le groupe anglais Galliano reprendra au début des années 1990. Un mois plus tard, Leon et Pharoah enregistrent le classique The Creator Has a Masterplan. Leon enregistrera une version plus courte sur son album solo Spirits Known and Unknown et une autre version avec Louis Armstrong sur le dernier album de celui-ci pour le label Flying Dutchman. Ce morceau résume à merveille la veine du jazz "conscient, spirituel et proche des racines" qui caractérise l'œuvre de Pharoah Sanders et Leon Thomas.
Autre personnage important, Bob Thiele, le créateur et producteur du label Flying Dutchman, sur lequel Leon enregistrera ses œuvres majeures. Bob Thiele était avant cela le producteur d'Impulse, label incontournable dans l'histoire du Jazz. Bob Thiele a produit de nombreux artistes prestigieux sur ce label, et notamment tous les albums du fameux quartette de John Coltrane, dont A love Supreme et Live at the Village Vanguard. 
Pharoah Sanders, qui fit partie de la dernière formation de John Coltrane, est un pur disciple de celui-ci. L'ombre de Coltrane plane donc sur toute cette période de grande inspiration pour les artistes et le producteur de Flying Dutchman, qui révèlera également au public Gil Scott-Heron. 
Parmi les singularités du chant de Leon Thomas, il faut noter son talent pour le "yodelling", style de chant qu'il appelait Soularfone et que les pygmées appellent "Umbo Weti". Il découvrit ce don alors qu'il devait donner un concert juste après un accident qui lui paralysait la bouche. Alors qu'il s'apprêtait à partir en "scat", ce son sortit de sa bouche à son plus grand étonnement, et il l'adopta et le cultiva comme un don des ancêtres. 
De 1970 à 1973, Thomas est élu chaque année meilleur chanteur de jazz masculin par les lecteurs de Downbeat (magazine de Jazz de référence à l'époque). 
En 1973 il accompagne Carlos Santana en tournée, en tant que chanteur et multi-instrumentiste. On peut l'entendre sur les albums Lotus et Welcome. Son influence est décisive sur l'évolution musicale de Santana. 
Il collabora également avec Randy Weston, Roland Kirk, Archie Shepp, Ornette Coleman, Pee Wee Ellis.
après son dernier album pour Flyng Dutchman en 1973, la carrière de Leon Thomas prend une tournure plus discrète, avec seulement des participations sur différents albums, jusqu'en 1988 où il revint avec un album solo The Leon Thomas Blues Band. Il est à la fois mystérieux et révélateur que la carrière aussi créative de Thomas ait pris fin en 1973, année qui correspond à l'apogée et à la fin d'une période musicale très créative.
La musique de Leon Thomas est a l'épicentre d'un triangle formé par les influences du blues, du jazz et des musiques africaines. Le plus souvent jazz dans leur structure, les chansons de Leon Thomas sont africaines dans leur âme, ainsi que dans la contribution de différents instruments de percussion typiquement africains. 
Thomas n'essaie pas de faire de la musique africaine ; il chante du jazz, mais son chant apporte au jazz un élément unique et indicible, une sorte de chaleur et de profondeur sans équivalent, sans doute ce "don des ancêtres" auquel l'artiste aimait faire allusion. 
La douceur caractérise également nombre de ses chansons, et Leon Thomas a repris avec beaucoup de réussite le Song for My Father de Horace Silver, autre healer. 
Leon Thomas est mort en mai 1999.

## Discographie sélective
- Spirits of the known and unknown (69) (Flying Dutchman)
- Leon Thomas album (70) (Flying Dutchman)
- Blues and the soulful truth (72) (Flying Dutchman)
- Full Circle (73) (Flying Dutchman)
- Gold Sunrise on Magic Mountain (live 71) (Flying Dutchman)
- Live in Berlin with Oliver Nelson (71) (Flying Dutchman)
- Facets (compilation) (Flying Dutchman)
- Anthology (compilation) (Soul Brother Records)